# Hortobágyi Endre
Hortobágyi Endre (Budapest, 1941. szeptember 14. – Budapest, 1998. április 28.) magyar festőművész.

## Élete
1957-től 1961-ig a Képző- és Iparművészeti Gimnáziumban tanult. Türk Péter osztálytársa volt, Göllner Miklós, Benedek Jenő és Basilides Sándor tanították. A gimnázium után többször felvételizett a Képzőművészeti Főiskolára, de jelentkezéseit politikai okokból többször visszautasították. 1962-ben csatlakozott a Molnár Sándor vezette Zuglói Körhöz. A csoport lefordította és megvitatta a modern nemzetközi művészet számos forrásművét.
1963-ban az elsők között rendezett önálló műteremkiállítást Petrigalla Pál lakásán. Ezt követően a Zuglói Kör tagjaival szerepelt az ÚT ’66 és az Ady Endre Művelődési Központban megrendezett tárlaton. A két kiállítást később betiltották. A Zuglói Kör 1968-as felbomlása után más művészeti csoportosuláshoz nem csatlakozott.
A ’70-es években elszigetelődött és szinte remeteként alkotott Hűvösvölgyben, erdő széli otthonában. 1973-ban többedmagával kiállított a Balatonboglári Kápolnatárlaton, azonban ezt követően több mint tíz évig visszavonultan élt, kiállítása nem volt. 1975-től 1983-ig a Budapesti Közért Vállalatnál helyezkedett el grafikusként és kirakatrendezőként: saját sablon alapján ártáblákat készített. 1978-ban Párizsba utazott, amiért a szüleitől megörökölt telket Nagykovácsiban eladta. 1985 és 1990 között a Hotel Buda Pentában éjszakai mosogatóként kereste meg a vászonra valót.
1985-ben a fiatal művészettörténész, Andrási Gábor szervezett számára önálló kiállítást az Óbuda Galériában. Hosszú évek után ez volt az első nyilvános szereplése. 1990-ben a Fészek Klub Herman Termében megrendezett Invenciók című kiállítás után találkozott Vörösváry Ákos műgyűjtővel, aki pártfogásába vette. Vásárlásai révén főállású festőként tudott tevékenykedni 90-es években, és felkészülhetett az Ernst Múzeumban az 1996-ban megrendezett önálló életmű-kiállításra. Utolsó kiállítását a Szinyei Szalonban rendezte Sinkovits Péter, 1998-ban. Ugyanebben az évben hunyt el hűvösvölgyi otthonában.

## Művészete
Hortobágyi festészetében két egymással vetélkedő festői látásmód találkozik: egyrészt a második világháborút követően az École de Paris második generációjaként ismert csoport lírai vagy később Andrási Gábor kifejezésével élve "motívumrejtő absztrakciója", amelyben a látvány absztrakciója és az egymásba átható formák szubsztanciális egysége a teljes képfelületet beborító színes festéknyalábok rendeződésében ölt testet. E látásmód a Zuglói Kör örökségeként, a hatvanas évektől kezdődően a teljes életművön érezhető. Egy másik műtárgycsoport a kalligráfia, az automatizmus és a gesztusfestészet határvidékén helyezhető el.
Hortobágyi már a Zuglói Körhöz való csatlakozását megelőzően, tehát a hatvanas évek legelején kezdett az automatizmus és a formakereső gesztus határterületére tehető műveket festeni. Számos tanulmány és tusfestmény tanúskodik a tökéletes forma megtalálására tett kísérletről. Több, kisebb-nagyobb változtatásokkal variálódó motívum ismétlődik, míg néhány megtalált forma végül a ’90-es évek nagyméretű olajfestményein nyeri el végső alakját.
A korai hatvanas éveket a tektonikus, negatív és pozitív formák egymást alakító játékában születő, nagy méretű olaj kompozíció jellemzi, amely a kilencvenes évek oldott gesztusaihoz képest még sokkal kötöttebb, statikusabb hatást kelt. Ezt követik azok a tusfestmények, amelyeken – a korai formák szerves folytatásaként – a gesztus lendülete és a kalligráfia kötött szabályai egyszerre vannak jelen. A kilencvenes években látásmódja, egyfajta festői szintézis eredményeként megváltozik; nagyméretű olajfestmények születnek, melyekben a motívumrejtő absztrakció és a kalligrafikus gesztus egy teljesen új festői minőségben ölt testet. A Zuglói Kör tanulságait és saját, ösztönösen megtalált stílusát Hortobágyi 25 év elteltével, a ’90-es évek elején egy teljesen egyedi festői világban szintetizálja, melynek legközelebbi rokonai Hans Hartung, Pierre Soulages és idehaza talán Nádler István nagy méretű gesztusfestményei, azzal a különbséggel, hogy Hortobágyi ritkán számolja fel teljesen a kapcsolatot a látvány absztrakciójával.

## Kiállítási

### Egyéni kiállításai
- 1963 Petri Galla Pál lakása, Budapest
- 1985. szeptember 3–29. Hortobágyi Endre kiállítása, Óbuda Galéria és Óbudai Pincegaléria, Budapest
- 1990 Invenciók (1986–1989), Fészek Klub Herman terme, Budapest
- 1990. április 5–26. Hortobágyi ’90, rendezte: Kishonthy Zsolt és Jurecskó László, Mission Art Galéria, az Első Magyar Látványtár Alapítvány támogatásával, II. Rákóczi Ferenc könyvtár, Miskolc
- 1996. augusztus 10. – szeptember 1. Hortobágyi Endre festőművész gyűjteményes tárlata, Ernst Múzeum, Budapest 1998 Barna Szólamok, Szinyei Szalon, Budapest
- 2022. június 2. - július 16. Hortobágyi Endre - Egy hiányzó láncszem, Resident Art galéria, Budapest

### Csoportos kiállításai
- 1966 Új törekvések ’66 (Bak Imre, Bartl József, Csík István, Deim Pál, Galambos Tamás, Hortobágyi Endre, Kósza-Sipos István, Lakner László,
- Molnár Sándor, Nádler István, Simon Balázs), MALÉV KISZ Klub, Ferihegyi repülőtér, Budapest
- 1966 Bak Imre, Frey Krisztián, Hencze Tamás, Hortobágyi Endre, Molnár Sándor, Nádler István, Tót Endre kiállítása, Ady Endre Művelődési Ház, Újpest
- 1973 Koncz Béla, Haász István, Hortobágyi Endre, Molnár Sándor, Németh Géza, Váli Dezső kiállítása, Balatonboglári Kápolnaműterem, Balatonboglár
- 1989 Passau I., Passau II., rendezte: Andrási Gábor, Óbudai Művelődési Központ, Budapest
- 1991. február 15. – április 30. Négy festő, az Első Magyar Látványtár kiállítása (Ganczaugh Miklós, Hortobágyi Endre, Román György, Swierkiewicz Róbert), rendezte: Vörösváry Ákos, Vitkovics Ház, Eger
- 1991 Hatvanas évek – új törekvések a magyar képzőművészetben, Magyar Nemzeti Galéria, Budapest 1992 Zuglói Kör 1958–1968, No. 5. Galéria, Budapest
- 1992 Budapest Art Expo – II. Nemzetközi Művészeti Kiállítás és Vásár, Közgazdasági Egyetem Aulája, Budapest
- 1992 VI. Országos Rajzbiennálé, Nógrádi Sándor Művelődési Központ, Salgótarján
- 1994 VII. Országos Rajzbiennálé, Nógrádi Sándor Művelődési Központ, Salgótarján
- 1994 XIV. Országos Akvarell Biennálé, Ifjúsági ház, Eger 1994 Európa elrablása, a Magyar Festők Társasága kiállítása, Vigadó Galéria, Budapest
- 1995 Vallomások a vonalról, Vigadó Galéria, Budapest
- 1995. március 9. – április 23. Jelentés a megtett útról – szemelvények a Látványtár gyűjteményéből, az első Magyar Látványtár kiállítása, Szombathelyi Képtár, Szombathely
- 1997 Mai magyar festészet, Műcsarnok, Budapest
- 2018 Tiltott absztraktok, Art + Text Budapest, Budapest

## Bibliográfia
- Molnár Sándor: Hortobágyi Endre. Kézirat az óbudai kiállításhoz. Bp., 1985. július 3.
- Hegyi Lóránd: Hortobágyi Endre kiállításához. Megnyitó beszéd az óbudai kiállításon. Kézirat. Bp., 1985. július 3.
- Gyetvai Ágnes: A valóság rejtett arca, Hortobágyi Endre festményei = Magyar Nemzet, 1986, 245. sz., 7.
- Andrási Gábor: Hortobágyi Endre kiállítása, Óbuda Galéria és Óbudai Pincegaléria = Művészet, 1986, 1. sz., 56.
- Andrási Gábor: Invenciók. Hortobágyi Endre kiállítása a Fészek Klubban = Belvedere, 1990, 2. sz., 16–17.
- Hegyi Lóránd: Kalligráfia, absztrakt expresszionizmus, informel Magyarországon 1958–1970 között = Ars Hungarica, 1991, 1. sz., 5–16.
- Andrási Gábor: A Zuglói Kör (1958–1968) = Ars Hungarica, 1991, 1. sz., 47–64.
- Kováts Albert: Hortobágyi retrospektív = Élet és Irodalom, 1996. augusztus 23., 16.
- Mezei Ottó: Hortobágyi Endre lírai absztrakciója = Új Művészet, 1996, 12. sz., 42–46.
- Szegő György: Kettős autonómia. Hortobágyi Endre tárlata = Balkon, 1996, 9 sz., 14–15.
- Lajta Gábor: Barna szólamok = Új Művészet, 1998, 5. sz.
- Andrási Gábor: Motívumrejtő absztrakció a Zuglói Körben (1960–1968) = Ars Hungarica, 1998, 1. sz., 83–103.